# Malén Aznárez Torralvo
Malén Aznárez Torralvo (Santander, 3 de novembre de 1943 - Madrid, 30 de juliol de 2017) va ser una periodista espanyola. És considerada una pionera de la professió periodística durant la transició espanyola, presidenta de Reporters Sense Fronteres, redactora en cap de Societat i defensora del lector en el diari El País. El 1982 va ser la primera dona que va dirigir una cadena de diaris i el 1985 va ser la primera dona a assumir la direcció dels serveis informatius de Radio Nacional de España.

## Trajectòria
Malén Aznárez va estudiar a l'Escola Oficial de Periodisme i va obtenir la seva llicenciatura el 1972. Va iniciar la seva carrera professional el 1971 com a reportera del diari Arriba de Madrid. En la dècada del 1970 va col·laborar en les revistes Posible i Cuadernos para el Diálogo i el 1984 es va incorporar com a adjunta a la direcció de Radio Nacional de España (RNE). Un any després, va passar a dirigir els serveis informatius d'aquesta cadena pública i es va convertir en la primera dona en la història de RNE en assumir aquest càrrec.
Aznárez és un membre clau de la generació de dones periodistes que van entrar a les redaccions espanyoles durant la transició espanyola. És considerada pionera de la professió periodística durant la transició. Va ser la primera dona que va dirigir a Espanya una cadena de diaris, les 26 publicacions de Medios de Comunicación del Estado, entre 1982 i 1984, l'etapa de la seva privatització pel primer govern socialista. El 1984 va ser nomenada coordinadora general-adjunta a la direcció de RNE. El 1985 i fins a 1986, va ser directora dels serveis informatius de RNE, càrrec en el qual també va ser la primera dona. Des de 1987 i fins al seu tancament, va ser cap d'informació nacional de la revista El Globo.
El 1988 va entrar a formar part de la redacció d'El País, on ja havia col·laborat i on va ser redactora en cap de la secció de societat des de 1989 fins a 1997. De 2003 a 2005 va ser defensora del lector d'El País. També va ser reportera i entrevistadora per El País Semanal, especialment centrada en temes de ciència i recerca. Des de 2008 va ser professora a l'Escola de Periodisme d'El País.
Va ser vicepresidenta des de finals de 2008 de la secció espanyola de Reporters Sense Fronteres i presidenta d'aquesta organització des de 2011. Al capdavant d'aquest càrrec va denunciar atacs a la llibertat de premsa i la mort de periodistes en l'exercici de la seva professió en diverses parts del món; va denunciar retallades a les llibertats civils a Espanya com l'anomenada Llei mordassa; i va donar veu a periodistes independents, fins que la salut l'hi va impedir.
Va morir com a conseqüència d'un tumor cerebral, quan es complia un any de la mort del seu marit Manuel Antolín.